# Eugnesia thamiosticta
Eugnesia thamiosticta är en fjärilsart som beskrevs av Louis Beethoven Prout 1931. Eugnesia thamiosticta ingår i släktet Eugnesia och familjen mätare. Inga underarter finns listade i Catalogue of Life.